# 全聯臺中倉儲火災
2024年12月19日下午1時24分，全聯福利中心位於台中市大肚區的生鮮處理廠（台灣善美的股份有限公司）倉儲發生火災。大火造成9人死亡、8人輕重傷。

## 事件背景
全聯福利中心的台中物流倉儲中心位於台中市大肚區沙田路，是中台灣地區重要的物流樞紐之一。火災發生的倉儲建築為全聯的一座尚未完工的新廠房，該廠房仍處於驗收階段，計劃於次年正式啟用。
新建廠房占地約2萬8734平方米，包括地上4層與地下1層。該倉儲設施設計用於支持全聯中台灣地區的商品存儲與配送，內部存放了部分物流材料與施工期間所需的建材。
火災發生時，該倉儲正進行內部施工作業，包括三樓的金屬構件焊接與地下室的防水工程。由於新廠房尚未啟用，全聯方面未正式派駐倉儲員工，現場主要為施工人員進行作業。然而，建築內存放大量易燃物，如保溫材料、涂料及溶劑，施工環境火災風險較高。

## 火災起因
根據台中市消防局初步調查報告，火災的主要起因與三樓進行的焊接作業密切相關。調查人員發現，施工人員在三樓樓梯間進行金屬構件焊接時，焊接產生的高溫火星可能經由樓層間的開放空間墜落至地下室。地下室當時正在進行地板防水工程，現場存放有大量易燃的塗料和溶劑，這些物質與高溫火星接觸後極可能引發初始火勢。
勞動檢查處的現場勘驗結果顯示，施工單位在進行熱作業時，可能未嚴格執行相關安全規範。特別是在焊接作業區域周邊，缺乏足夠的防火隔離措施，且未對下方區域進行必要的遮擋防護。同時，地下室施工區域的通風條件不佳，易燃物質的存放方式也存在安全隱患。
專家分析指出，火勢快速蔓延的原因可能涉及多個因素的疊加效應。建築物內部存放的大量物流包裝材料提供了充足的可燃物，加上建築結構中存在的垂直貫通空間，形成了「煙囪效應」，促使火勢和濃煙快速向上蔓延。此外，有證據表明，部分防火門可能未能及時關閉，影響了火勢的有效控制。

## 回應措施
火災發生後，台中市消防局於下午1:24迅速調派40輛消防車和107名消防人員到現場，採取多方向立體滅火策略，並動用雲梯車進行高空滅火。經約6小時的救援行動，火勢被完全控制，同時搜救了多名受困人員。
臺中市政府在火災發生後，立即對該倉儲工地勒令停工，並要求限期改善消防及安全管理措施。台中地檢署指派檢察官和法醫完成罹難者的相驗工作，並對火災原因進行深入調查，案件朝過失致死罪方向偵辦。
臺中市政府都市發展局經調查後認定，相關營造廠商與監造建築師未落實施工管理及監造責任，涉嫌違反《建築法》、《營造業法》及《建築師法》。都發局對承造廠商和監造建築師各處以新台幣最高罰鍰9萬元，並將其分別移送至營造業審議委員會及建築師懲戒委員會進行審議。

## 事故後果
火災共造成9人死亡，其中包括7名台灣人和2名越南籍移工。死者主要因吸入高溫濃煙窒息和全身燒灼傷致死，另有1名越南籍移工在跳樓逃生時因外傷性休克死亡。此外，現場有7人受傷，均為施工人員及在場相關人員，目前傷者已送醫救治。
火災產生的大量濃煙導致周邊地區空氣品質急劇惡化，監測數據顯示當地PM2.5指數明顯升高。周邊學校暫停戶外活動，當地政府建議居民減少外出以降低健康風險。

## 反應
- 中国大陆：中共中央台辦、國務院台辦發言人朱鳳蓮对遇难者表示哀悼，对遇难者家属和伤者表示慰问。[9]